# Bruggerhorn
Bruggerhorn ist die geographische Bezeichnung eines Gebiets im St. Galler Rheintal, das zur Gemeinde St. Margrethen gehört. Es liegt zwischen der A13 und der Landesgrenze zu Österreich, bei Höchst und Lustenau.

## Zum Namen

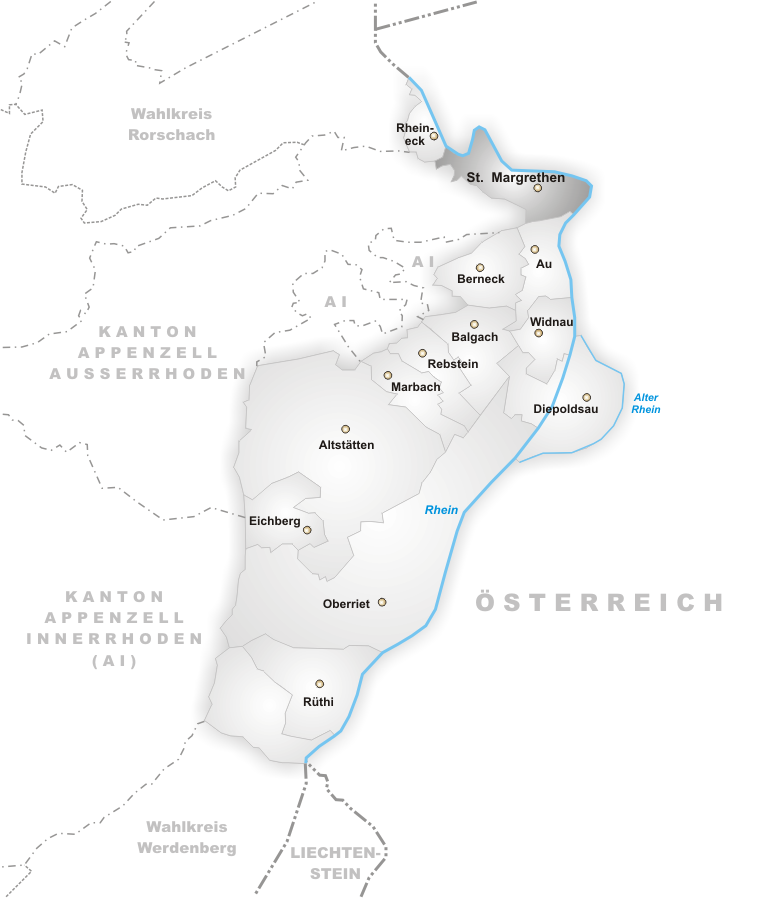
Die Form des Horn ergab sich aus dem Flussverlauf des Alten Rheins

Der Wortsinn bezieht seinen Ursprung aus Horn, wobei mit Horn das Aussehen der Landmasse gemeint ist. Die Form des Hornes ergab sich aus der Tatsache, dass der Rhein, vor seiner Begradigung, bei St. Margrethen eine Kurve von über 90° beschrieb und weiter über den Eselschwanz Richtung Rheineck floss, heute wird dieser Abschnitt des ehemaligen Rheins Alter Rhein genannt. Der Namensteil Brugger(-Horn) bezieht sich auf den Namen des Weilers Brugg, der auf der österreichischen Seite liegt und Teil der Gemeinde Höchst ist. Auch dort existieren Namen wie Brugger Strasse, Bruggerloch oder Gasthaus Bruggerhorn. Brugger Wiesen ist ein Flurname am nördlichen Ende von Lustenau im Gebiet Unteres Schweizer Ried.

## Landschaft und Erschliessung
Heute ist der Überrest des Rheins ein Strandbad mit Campingplatz (Strandbad und Campingplatz Bruggerhorn). Es ist bekannt aus der Sendung üsi Badi des Schweizer Fernsehens SRF.
Am nördlichen Ende des Bruggerhorns geht der Rheintaler Binnenkanal in den Alten Rhein über, am Südende wurde von 2012 bis 2013 die neue Eisenbahnbrücke für die HGV Strecke Zürich–München gebaut. Die Strasse auf der linken Seite des Rheintaler Binnenkanals heisst Bruggerhornstrasse.
Die Landesgrenze zwischen Österreich und der Schweiz verläuft in der Mitte des übrig gebliebenen Gewässers, auf einem Damm. Auf der Österreichischen Seite heisst dieses Gewässer Bruggerloch und ist ebenfalls ein Strandbad (Naturfreibad Bruggerloch) und Naherholungsgebiet. Die beiden Badebereiche sind durch einen Zaun voneinander abgegrenzt.
Die Rhein-Route, eine Nationale Veloroute, verläuft durch das Bruggerhorn. Die Etappe 4, Buchs (SG)–St. Margrethen führt vom Rheinvorland über den Bruggerhornweg (am südlichen Ende) in Richtung Bahnhof St. Margrethen. Der Abschnitt vom Rheinvorland zum Bahnhof ist auch die Verbindung zur Alpenpanorama-Route St. Margrethen–Aigle (Route 4, Anschlussroute der Rheinroute).

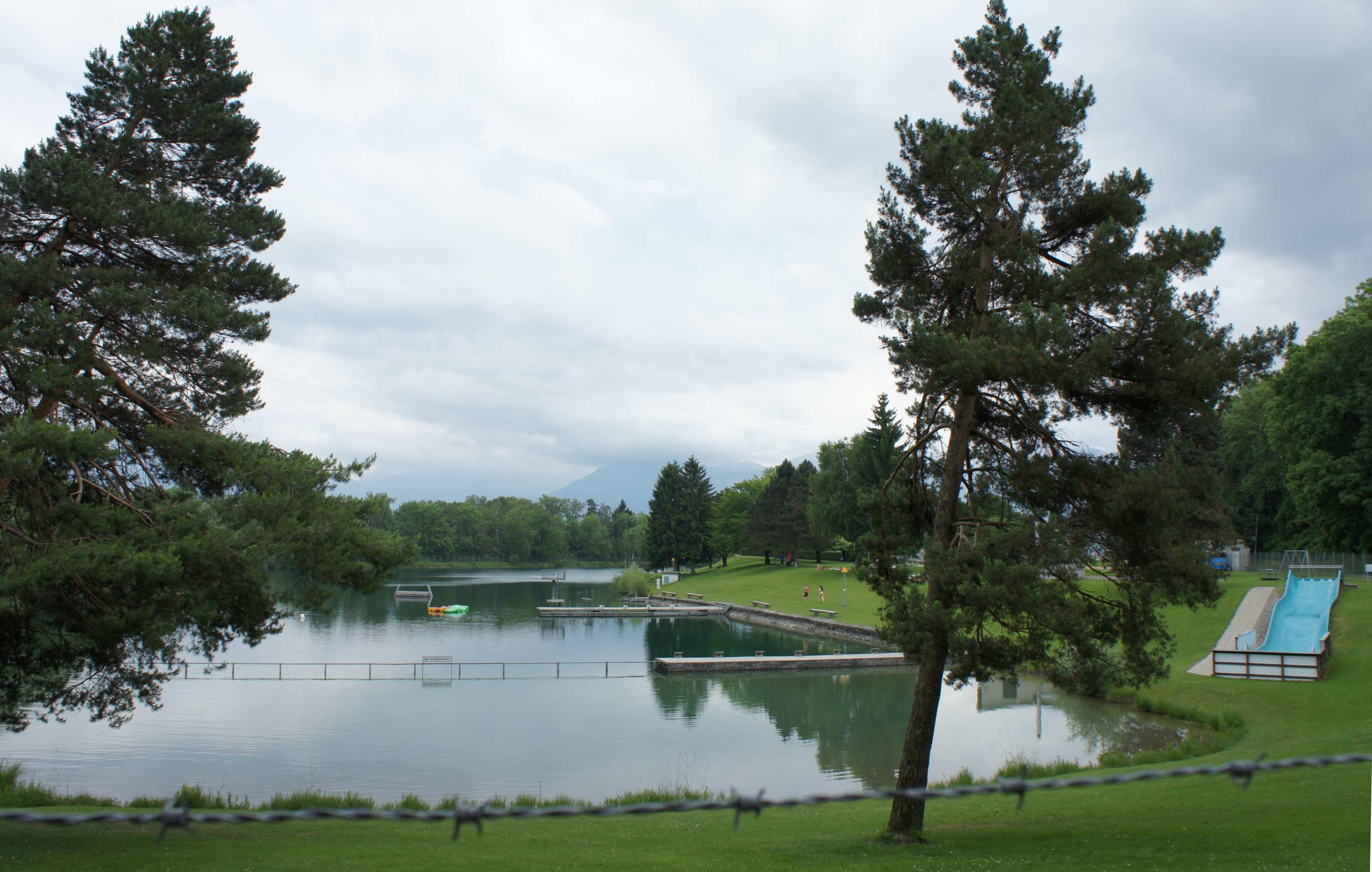
Der Überrest des Rheins am Bruggerhorn wird heute als Strandbad genutzt.
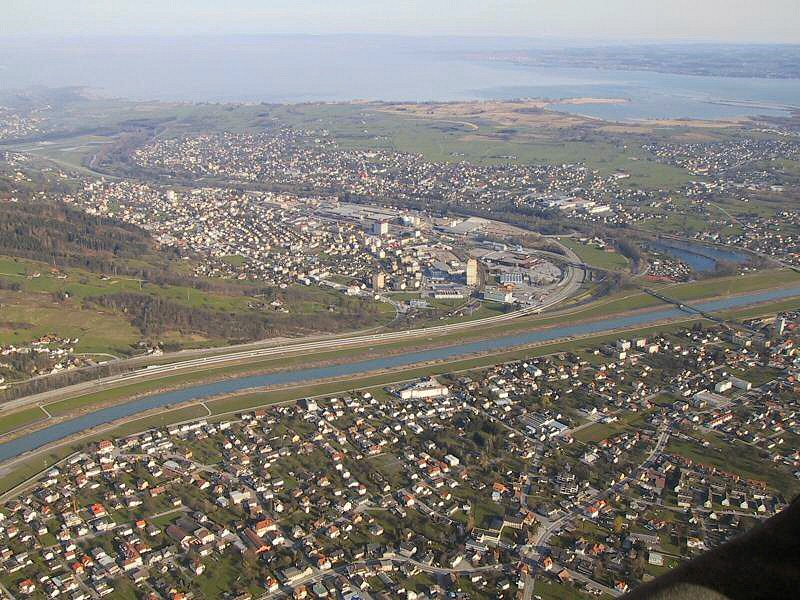
Das Horn ist immer noch erkennbar, gebildet durch die A13, und den Rheintaler Binnenkanal.
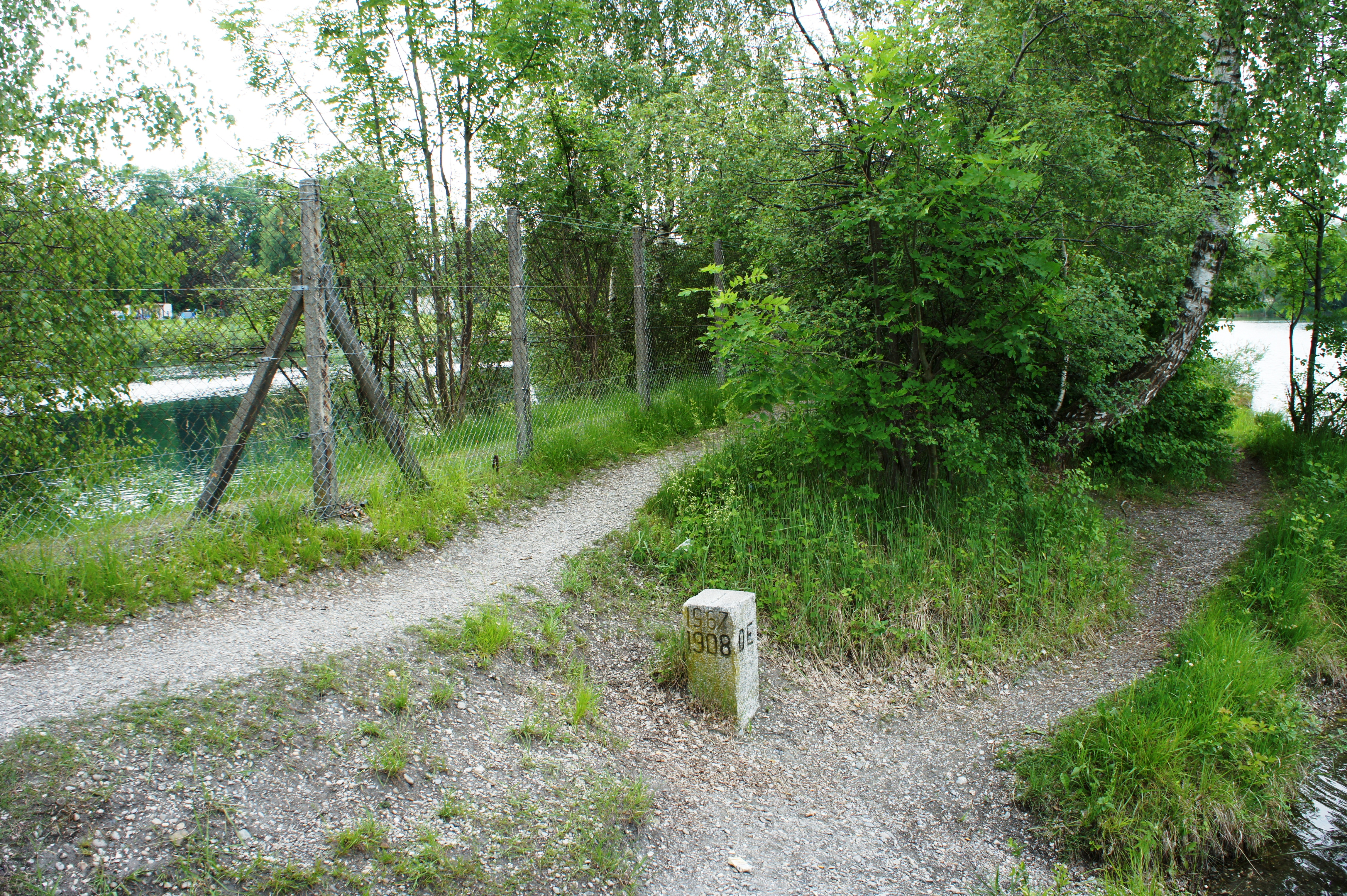
Der Damm zwischen den beiden Badeseen Bruggerhorn (links) und Bruggerloch (rechts).
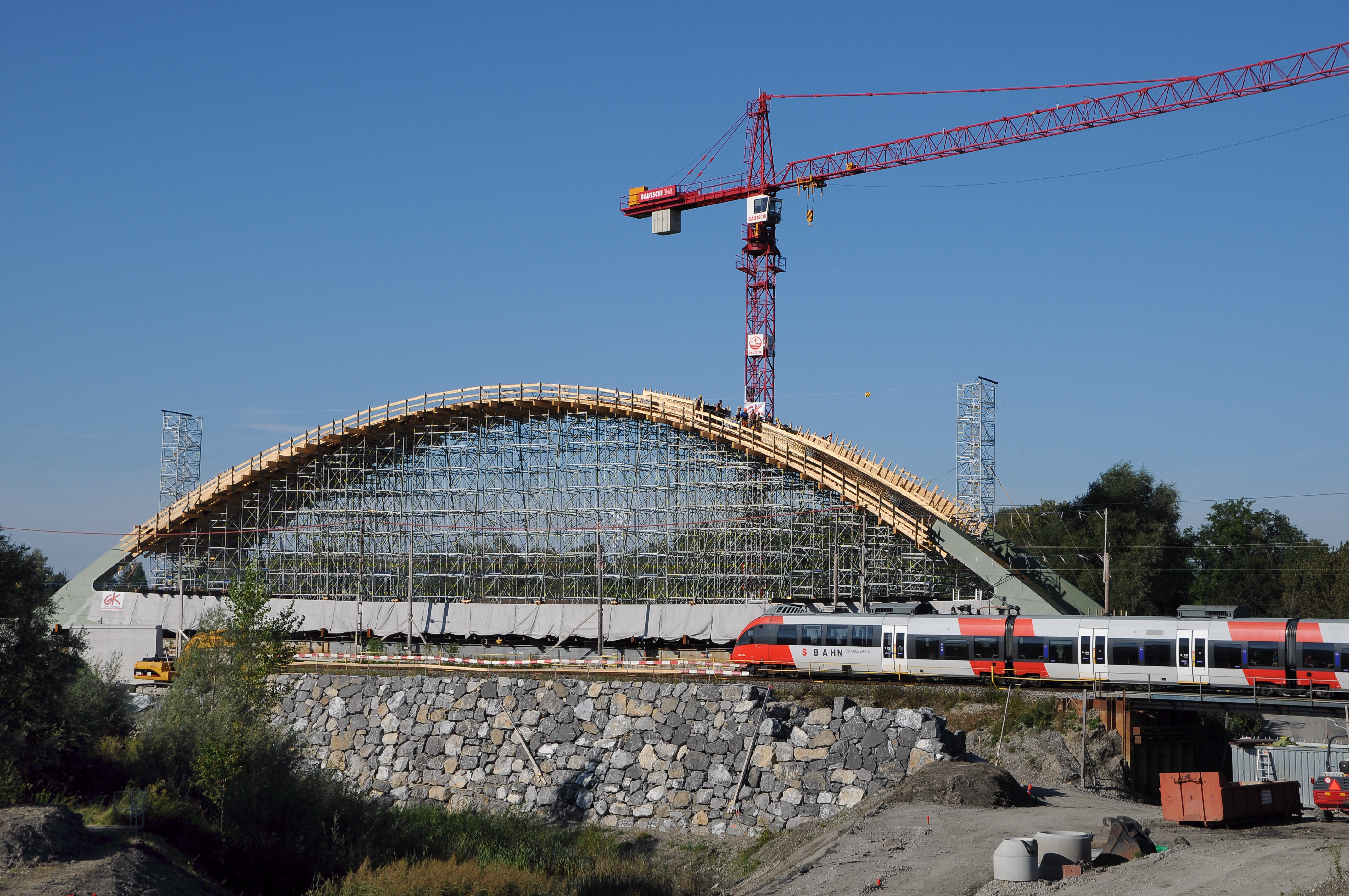
Die ehemalige Baustelle der HGV Strecke Zürich–München am südlichen Ende des Bruggerhorns.
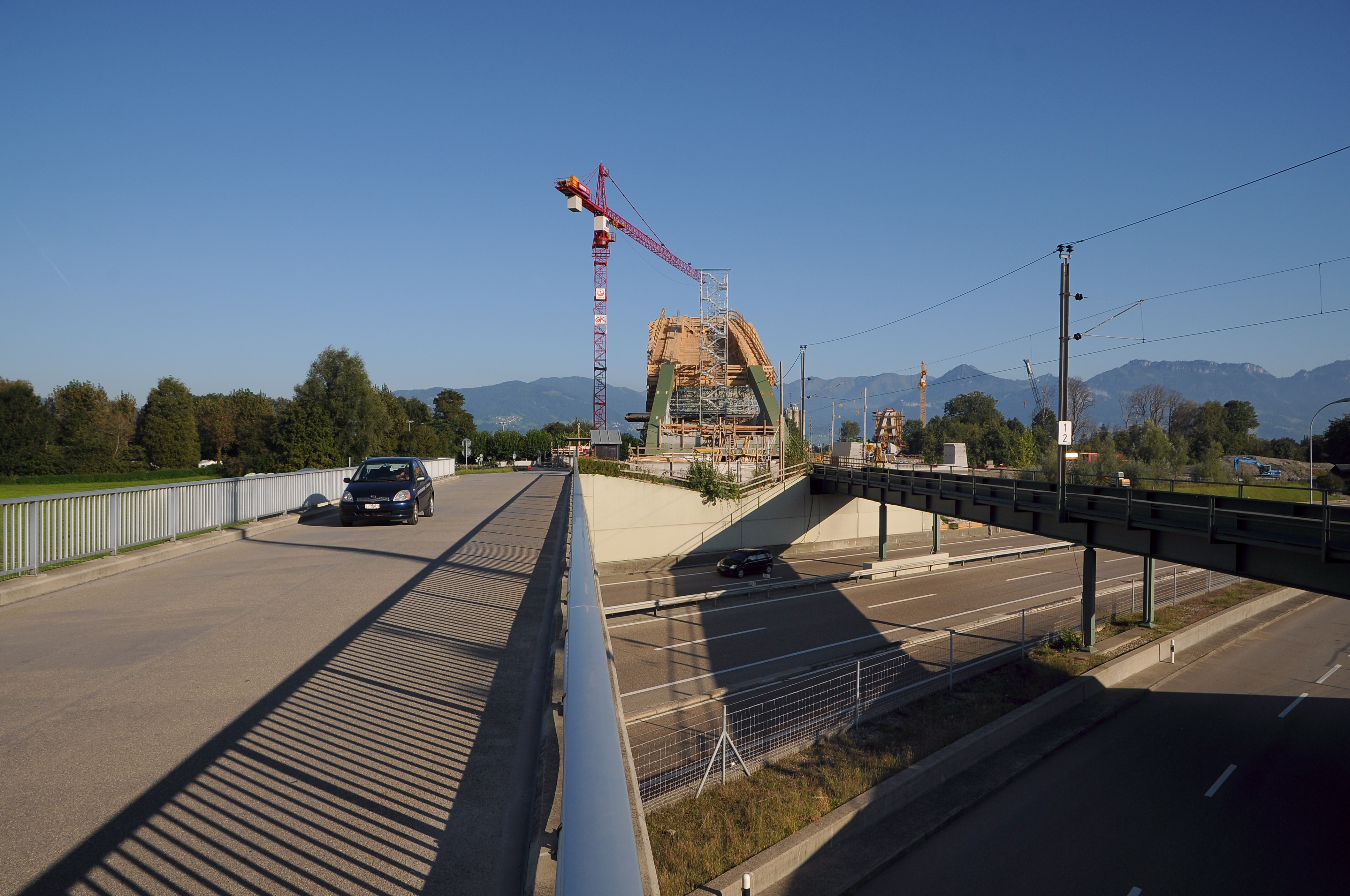
Die Zufahrtsstrasse zum Strandbad und Camping Bruggerhorn.